# Hodgesiella christophi
Hodgesiella christophi ist ein Schmetterling (Nachtfalter) aus der Familie der Prachtfalter (Cosmopterigidae). Die Art wurde nach dem russischen Entomologen Hugo Theodor Christoph benannt.

## Merkmale
Die Falter erreichen eine Flügelspannweite von 8 bis 10 Millimeter. Kopf und Stirn (Frons) glänzen weiß, der Scheitel (Vertex) und das Nackenbüschel glänzen bronzebraun. Die Fühler sind in den ersten beiden Dritteln dunkelbraun und weiß geringelt. Subapikal sind die Fühler dunkelbraun und haben einen weißen Ring, das letzte Fünftel ist weiß. Thorax und Tegulae glänzen dunkelbraun. Die Femura der Vorder- und Mittelbeine glänzen grau, die der hinteren Beine sind grauweiß. Die Tibien und Tarsen glänzen dunkelbraun, die Tibien der Vorderbeine haben zwei weiße längliche Linien. Die Tibien der mittleren Beine haben mediale und apikale weiße Ringe. Die Tibien der Hinterbeine sind mit weißen basalen, medialen und apikalen Ringen versehen. Die Tarsen der Vorderbeine haben eine weiße Linie und einen weißen apikalen Ring auf den ersten beiden Segmenten, das fünfte Segment ist weiß. Die Tarsen der Mittel- und Hinterbeine haben weiße apikale Ringe. Die Sporne sind weiß.
Die Vorderflügel glänzen dunkelbraun und sind mit zwei glänzend weißen Binden versehen. Die erste befindet sich bei 1/5 der Vorderflügellänge, die zweite befindet sich in der Flügelmitte und reicht nicht bis zum Flügelinnenrand. Beide Binden stehen entweder senkrecht zur Costalader oder verlaufen leicht schräg nach innen. Lateral sind sie ockerfarben gerandet. Ein weißer Costalfleck befindet sich bei 3/4 der Vorderflügellänge, ein kleiner weißer Fleck liegt am Innenwinkel. Beide sind innen ockerfarben gerandet. Die Fransenschuppen sind gräulich braun und am Apex dunkler. Die Hinterflügel glänzen ockergrau und sind in Richtung Apex etwas dunkler. Die Fransenschuppen sind ockergrau. Das Abdomen glänzt grau.
Die Genitalarmatur der Männchen ähnelt der von Hodgesiella rebeli, das rechte Brachium ist aber distal leicht geweitet. Der röhrenförmige Teil des Aedeagus ist distal gekrümmt und die rechte Valvella ist rundlicher.
Die Genitalarmatur der Weibchen ähnelt der von Hodgesiella rebeli, das Sterigma ist aber schlanker, verjüngt sich distal allmählich und ist in der Mitte gebogen. Der Ductus bursae ist sehr schmal, der Fortsatz des Corpus bursae ist länglicher.

### Ähnliche Arten
Hodgesiella christophi kann von Hodgesiella rebeli und Hodgesiella rhodorrhisella anhand des bronzebraunen Kopfes unterschieden werden. Von H. rebeli unterscheidet sich die Art auch durch die unvollständige zweite Binde auf den Vorderflügeln und die unterbrochene äußere Binde. Bei H. rhodorrhisella ist die innere Binde regelmäßiger.

## Verbreitung
Hodgesiella christophi ist in Kleinasien beheimatet.

## Biologie
Die Biologie der Art ist unbekannt. Falter wurden von Mitte bis Ende Juni gesammelt.

## Belege
1. 1 2 3 4 5 6 7 8  J. C. Koster, S. Yu. Sinev: Momphidae, Batrachedridae, Stathmopodidae, Agonoxenidae, Cosmopterigidae, Chrysopeleiidae. In: P. Huemer, O. Karsholt, L. Lyneborg (Hrsg.): Microlepidoptera of Europe. 1. Auflage. Band 5. Apollo Books, Stenstrup 2003, ISBN 87-88757-66-8, S. 129 (englisch).